# Gerhard Sperling
Gerhard Sperling  (né le 25 novembre 1937 à Berlin) est un athlète sourd allemand, spécialiste du 20 kilomètres marche. Il est un des meilleurs athlètes allemands en 20 km marche à cette époque et a remporté 3 médailles d'or, 3 médailles d'argent et une médaille de bronze en total.

## Biographie
Gerhard Sperling a joué sous les couleurs de la République démocratique allemande pour les Jeux olympiques (1968 et 1972), les championnats d'Europe d'athlétisme (1966, 1969 et 1971) et pour les Deaflympics (1969 et 1977) sauf il a aussi joué sous les couleurs d'Allemagne unifiée en Deaflympics d'été de 1961 et Jeux olympiques d'été de 1964.
Et il a participé la coupe de monde de marche en 1965, 1967 et 1970,.
Le championnats d'Europe d'athlétisme en 1971, le russe Mykola Smaha est avancé seulement 9 secondes sur Gerhard Sperling (à 1 h 27 min 29 s) et Gerhard Sperling s'occupe deuxième place derrière le russe Mykola Smaha en médaille d'or.

## Palmarès

### Jeux Olympiques
- Jeux olympiques d'été de 1964
  - 9e place sur l'épreuve du 20 kilomètres marche (1 h 33 min 16 s)
- Jeux olympiques d'été de 1968
  - 5e place sur l'épreuve du 20 kilomètres marche (1 h 35 min 28 s)
- Jeux olympiques d'été de 1972
  - 4e place sur l'épreuve du 20 kilomètres marche (1 h 27 min 55 s)

### Deaflympics
- Deaflympics d'été de 1961
  -  sur l'épreuve du 10 kilomètres marche (47 min 17.4 s)
  -  sur l'épreuve du 20 kilomètres marche (1 h 40 min 07 s)
  -  sur l'épreuve du 5 kilomètres marche (22 min 25 s)
- Deaflympics d'été de 1969
  -  sur l'épreuve du 20 kilomètres marche (1 h 28 min 17.4 s)
- Deaflympics d'été de 1977
  -  sur l'épreuve du 20 kilomètres marche (1 h 40 min 08 s)

### Coupe du monde de marche
- Coupe du monde de marche 1965
  -  sur l'épreuve du 20 kilomètres marche (1 h 31 min 30 s)
- Coupe du monde de marche 1967
  - 4e place sur l'épreuve du 20 kilomètres marche (1 h 30 min 15 s)
- Coupe du monde de marche 1970
  - 6e place sur l'épreuve du 20 kilomètres marche (1 h 28 min 48 s)

### Championnats d'Europe d'athlétisme
- Championnats d'Europe d'athlétisme 1966
  - 4e place sur l'épreuve du (1 h 31 min 25,8 s)
- Championnats d'Europe d'athlétisme 1969
  - 4e place sur l'épreuve du (1 h 32 min 04,0 s)
- Championnats d'Europe d'athlétisme 1971
  -  sur l'épreuve du 20 kilomètres marche (1 h 27 min 29 s)

### Records
| Épreuve              | Performance     | Lieu     | Date |
| -------------------- | --------------- | -------- | ---- |
| 20 kilomètres marche | 1 h 27 min 29 s | Helsinki | 1971 |